# Guillermo Yávar
Guillermo Yávar Romo (Santiago del Cile, 26 marzo 1943) è un ex calciatore cileno, di ruolo centrocampista.

## Carriera
Vinse il campionato cileno per tre volte (1967, 1969, 1973) e ne fu capocannoniere nel 1973.

## Palmarès

### Club

#### Competizioni nazionali
- Campionato cileno: 3

Univ. de Chile: 1965, 1967, 1969